# WTA Series Championships

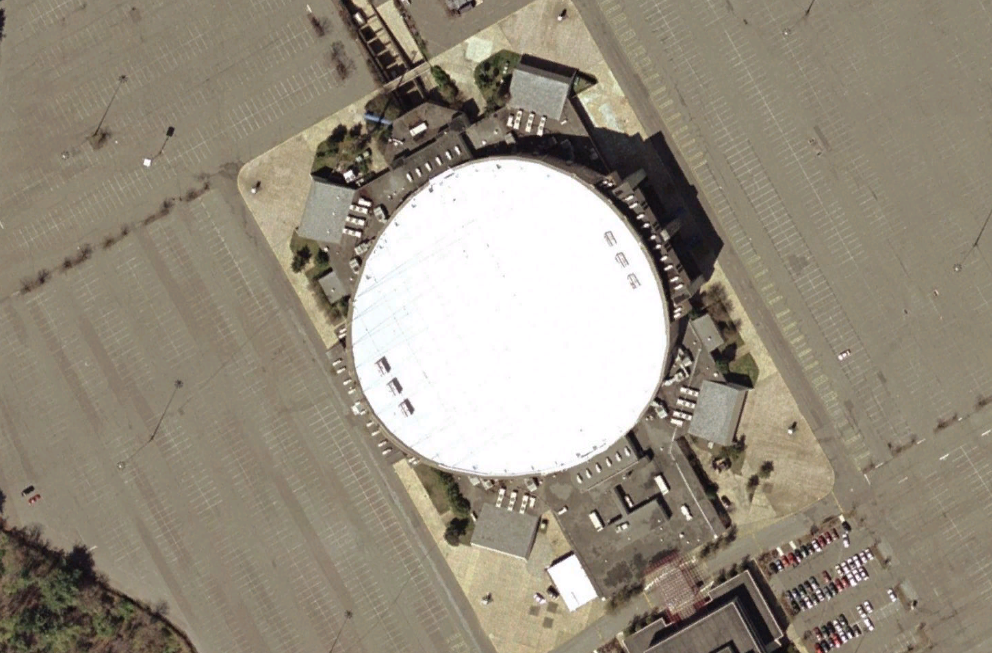
In Landover fand das Turnier im Capital Centre statt.

Das WTA Series Championships (offiziell: Colgate Series Championships und Toyota Series Championships) ist ein ehemaliges Damen-Tennisturnier der WTA Tour.

## Siegerliste

### Einzel
| Ort             | Jahr    | Siegerin            | Finalgegnerin       | Ergebnis      |
| --------------- | ------- | ------------------- | ------------------- | ------------- |
| Palm Springs    | 1977    | Chris Evert         | Billie Jean King    | 6:2, 6:2      |
| Palm Springs    | 1978    | Chris Evert         | Martina Navratilova | 6:3, 6:3      |
| Landover        | 1980    | Martina Navratilova | Tracy Austin        | 6:2, 6:1      |
| Landover        | 1981-I  | Tracy Austin        | Andrea Jaeger       | 6:2, 6:2      |
| East Rutherford | 1981-II | Tracy Austin        | Martina Navratilova | 2:6, 6:4, 6:2 |
| East Rutherford | 1982    | Martina Navratilova | Chris Evert-Lloyd   | 4:6. 6:1, 6:2 |

### Doppel
| Jahr    | Siegerinnen                          | Finalgegnerinnen             | Ergebnis      |
| ------- | ------------------------------------ | ---------------------------- | ------------- |
| 1977    | Françoise Dürr Virginia Wade         | Helen Gourlay JoAnne Russell | 6.1, 4:6, 6:4 |
| 1978    | Billie Jean King Martina Navratilova | Kerry Reid Wendy Turnbull    | 6:3, 6:4      |
| 1980    | Billie Jean King Martina Navratilova | Chris Evert Rosie Casals     | 6:4, 6:3      |
| 1981-I  | Rosie Casals Wendy Turnbull          | Candy Reynolds Paula Smith   | 6:3, 4:6, 7:6 |
| 1981-II | Martina Navratilova Pam Shriver      | Rosie Casals Wendy Turnbull  | 6:3, 6:4      |
| 1982    | Martina Navratilova Pam Shriver      | Candy Reynolds Paula Smith   | 6:4, 7:5      |